# سيدي موسى لمهاية
سيدي موسى لمهاية جماعة قروية تابعة لعمالة وجدة أنكاد في الجهة الشرقية بالمغرب. استوطنتها قبيلة لمهاية الهلالية، ويبلغ عدد سكانها 3436 نسمة،  يقع في منطقة لمهاية مركز الحسن الثاني الجهوي للأنكولوجيا لعلاج أمراض السرطان.

## تاريخ لمهاية
نسب قبيلة المهاية يرجع إلى هلال بن عامر، وبالتحديد من عياض من مشرف بن أثبج بن أبي ربيعة بن نهيك بن هلال بن عامر، وهم من انطلقوا من صحراء نجد. وبنزوح عرب هلال والمعقل إلى بلاد المغرب الأقصى أوائل القرن الحادي عشر، قام أحد سلاطين بني عبد الواد بإنزال قبائل الأثبج ومنهم المهاية في منطقة تلمسان حوالي القرن الثالث عشر. وخلال القرن الرابع عشر كانت بطون المهاية تنتجع بين ملوية غربا وجبال بني يزناسن شمالا والشط الغربي شرقا. كانت بين القبائل التي كان لها وزن في المنطقة الشرقية وكانت على علاقات متوترة مع قبائل من بني بوزكو وبني يزناسن وأشجع وأولاد علي بن طلحة وغيرهم. ومن أشهر قادتها الحاج السهلي، الذي تزعمها أواخر القرن التاسع عشر، وكان والده هو الحاج بوبكر ولد ميمون المنحدر من دوار أولاد امبارك أحد بطون أولاد بركة. ساندت قبائل المهاية ثورة بوحمارة وأغارت على مدينة وجدة سنة 1886 م وأجبرت عاملها على الفرار. فقامت بني يزناسن ضدهم، وقُتل قائد لمهاية السهلي على يد أحد أفراد قبيلة أشجع يوم 30 أكتوبر سنة 1889م. وأرسل على اثرها السلطان مولاي الحسن وسيطا لفك النزاع بين المهاية وأهل أنكاد. وتقول الرواية الشعبية أن حمدون ولد احميدان، قائد الشجع، كان يقدر ويحترم زعيم لمهاية كثيرا فحزن ولعن من قتله ودعا عليه.
وتجتمع بطون المهاية كل مرة في السنة بمناسبة ما يسمى «الوعدة» وتعرف بوعدة سيدي عبد القادر بن محمد، وهو مبدع الطريقة الشيخية، وصاحب قصيدة الياقوتة، نظرا للاحترام وصلة القرابة التي كانت تجمع الأعراب، حيث انضموا إلى ثورة أولاد سيدي الشيخ وبوعمامة للجهاد ضد الفرنسيين.

### بطونها
قبيلة المهاية مواطنهم تحيط بمدينة وجدة، كتيولي والنعيمة، من أبرز أحيائها أولاد سعيد، الرحامنة، السبيطيين، الشبكة، الحداحدة والمدافعيين والحرميين.
يتم تقسيم قبيلة المهاية بعد استقرارها بالمغرب الشرقي إلى 4 فصائل هي كالتالي:
- اولاد معمر: وتضم مجموعة من القبائل وهي: الحلالفة-الحداحدة-الرحامنة-اورسفان
- الوساطة: وتضم قبائل: اولاد كاري-ذوي خليفة-الزوالة-اولاد عبيد
- اولاد بركة: وتضم قبائل: اولاد مبارك-اولاد عمران-اولاد سعيد-الشبكة-اسبيطيين.
- الأعشاش: وتضم قبائل الزوايد- اللواحك- اولاد حبال - المعاتيك- الحرميين- النهاريين-اولاد براز-المدافعية.